# Patrick Andrade
Patrick Andrade (Praia, Cabo Verde, 9 de febrero de 1993) es un futbolista de Cabo Verde que juega en la posición de centrocampista con el Qarabağ FK de la Liga Premier de Azerbaiyán.

## Carrera

### Club
| Periodo   | Club                     |
| --------- | ------------------------ |
| 2009-2012 | Sporting da Praia        |
| 2012–2013 | Desportivo da Praia      |
| 2013      | Benfica Praia            |
| 2013–2014 | GD Ribeirão              |
| 2013–2014 | → GD Joane (cedido)      |
| 2014–2018 | Moreirense FC            |
| 2016–2017 | → FC Famalicão (cedido)  |
| 2017–2018 | → SC Salgueiros (cedido) |
| 2018–2020 | PFC Cherno More Varna    |
| 2020–2022 | Qarabağ FK               |
| 2022–2023 | FK Partizan              |
| 2023–     | Qarabağ FK               |

### Selección nacional
Debutó con Cabo Verde el 10 de octubre de 2020 en la derrota por 1-2 ante Uganda en un partido amistoso. Su primera aparición en una competición internacional fue en la Copa Africana de Naciones 2021 donde Cabo Verde avanzó a la segunda ronda.
Fue convocado para la Copa Africana de Naciones 2023 donde Cabo Verde avanzó hasta los cuartos de final.

## Logros
- Liga Premier de Azerbaiyán (2): 2021/22, 2023/24
- Copa de Azerbaiyán (1): 2021/22